# Christianshavn

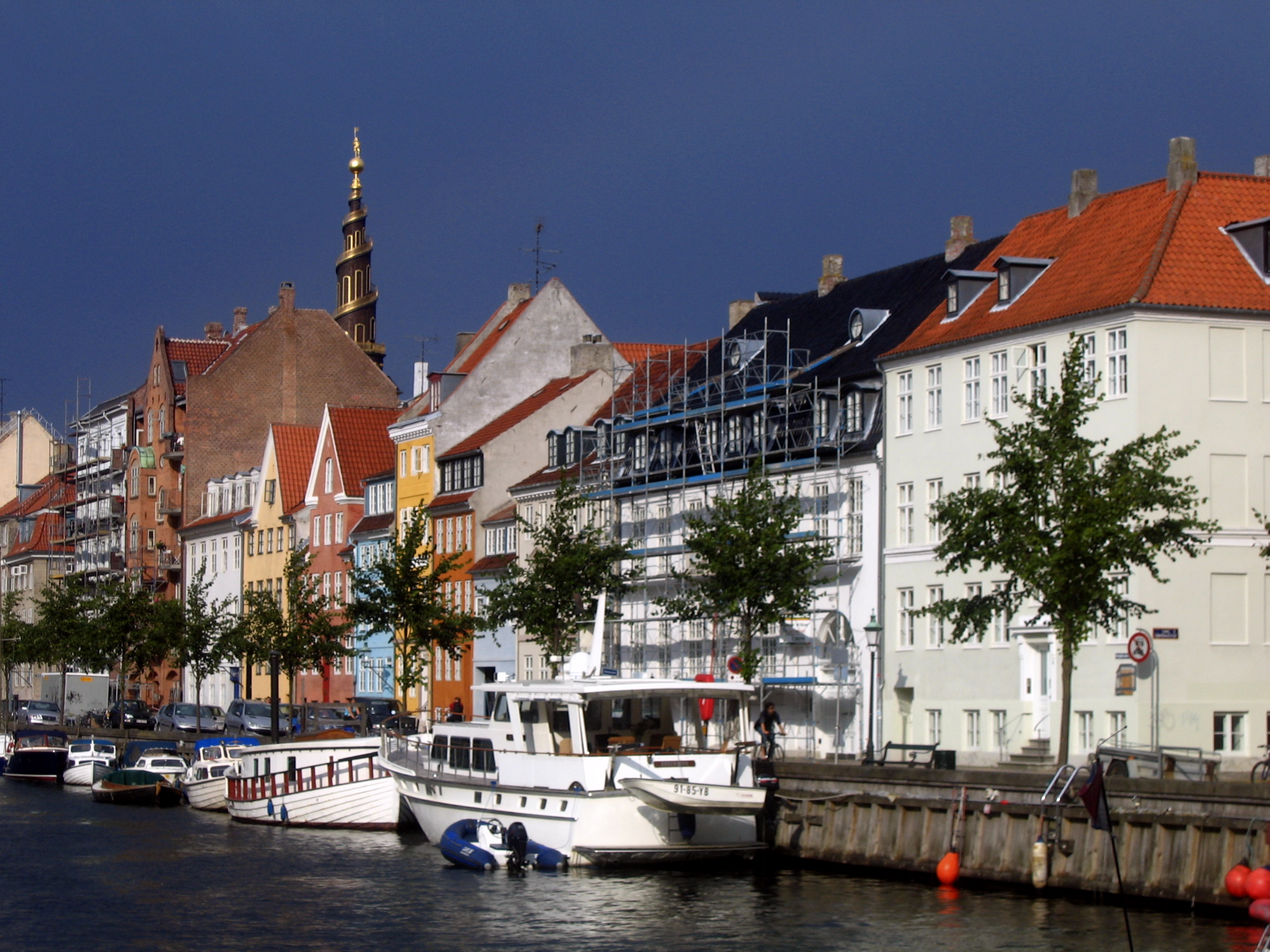
Christianshavn karakterét a csatornái adják

Koppenhága 2008 előtti kerületei:
A: Indre By
B: Christianshavn
C: Indre Østerbro
D: Ydre Østerbro
E: Indre Nørrebro
F: Ydre Nørrebro
G: Bispebjerg
H: Vanløse
I: Brønshøj-Husum
J: Vesterbro
K: Kongens Enghave
L: Valby
M: Vestamager
N: Sundbyvester
O: Sundbyøster

Christianshavn Koppenhága egyik városrésze a belváros délkeleti részén. Egy nagyobb mesterséges szigeten fekszik, valamint hozzá tartozik a Holmen nevű, több apró szigetből álló terület. A délkeleti oldalán az egykori városfal sáncai határolják. IV. Keresztély dán király alapította. 2007 előtt önálló kerület volt, azóta az Indre By (belváros) kerülethez tartozik, de külön képviselő-testülete van.
Az munkásosztály egykori lakónegyede ma divatos, egyedi arculatú városrész, ahol üzletemberek, művészek, yuppiek, hippik és fiatal családok élnek egymás mellett.A városnegyed karakteréhez hozzátartoznak a csatornák, 19. századi házak, Michelin-csillagos éttermek és a kávézók.

## Földrajz
Christianshavn egy nagyobb mesterséges szigeten fekszik, valamint hozzá tartozik a Holmen nevű, több apró szigetből álló terület. A délkeleti oldalán az egykori városfal sáncai határolják. A városrész tengelyében található a Christianshavns Kanal nevű csatorna. Területe 29 hektár.

## Történelem
A városrészt IV. Keresztély dán király – aki Koppenhágát kisvárosból Dánia híres fővárosává és kikötőjévé tette – alapította 1619-ben, holland építészek bevonásával. Christianshavn legtöbb műhelye és kereskedőháza az Amszterdamból és Rotterdamból származó holland stílusban, a csatornákra néző homlokzattal épült, ami egyszerűvé tette az áruk mozgatását. Néhány ház homlokzatán ma is láthatók az ezt szolgáló daruk és emelők.

## Népesség

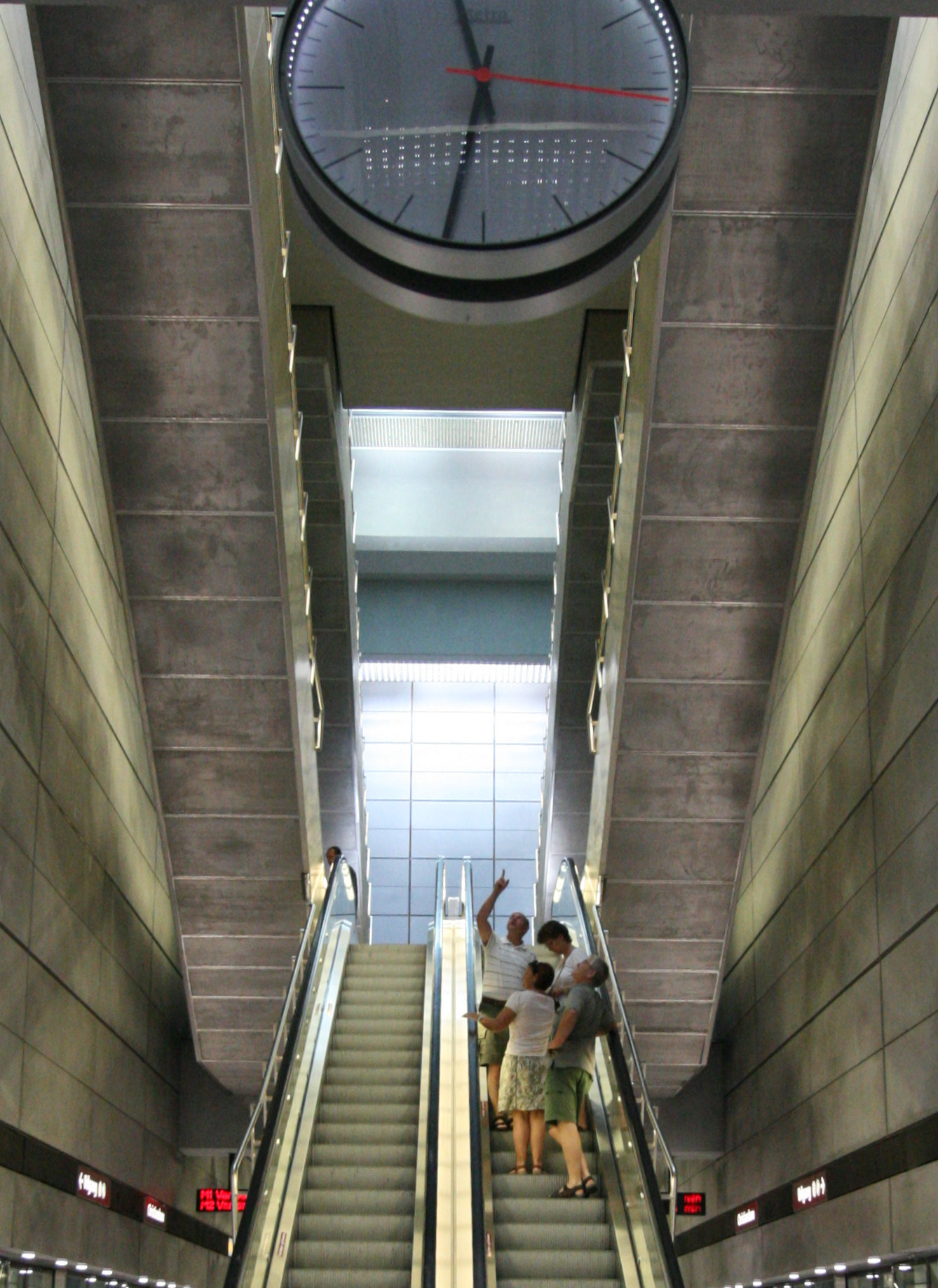
A metró christianshavni megállója

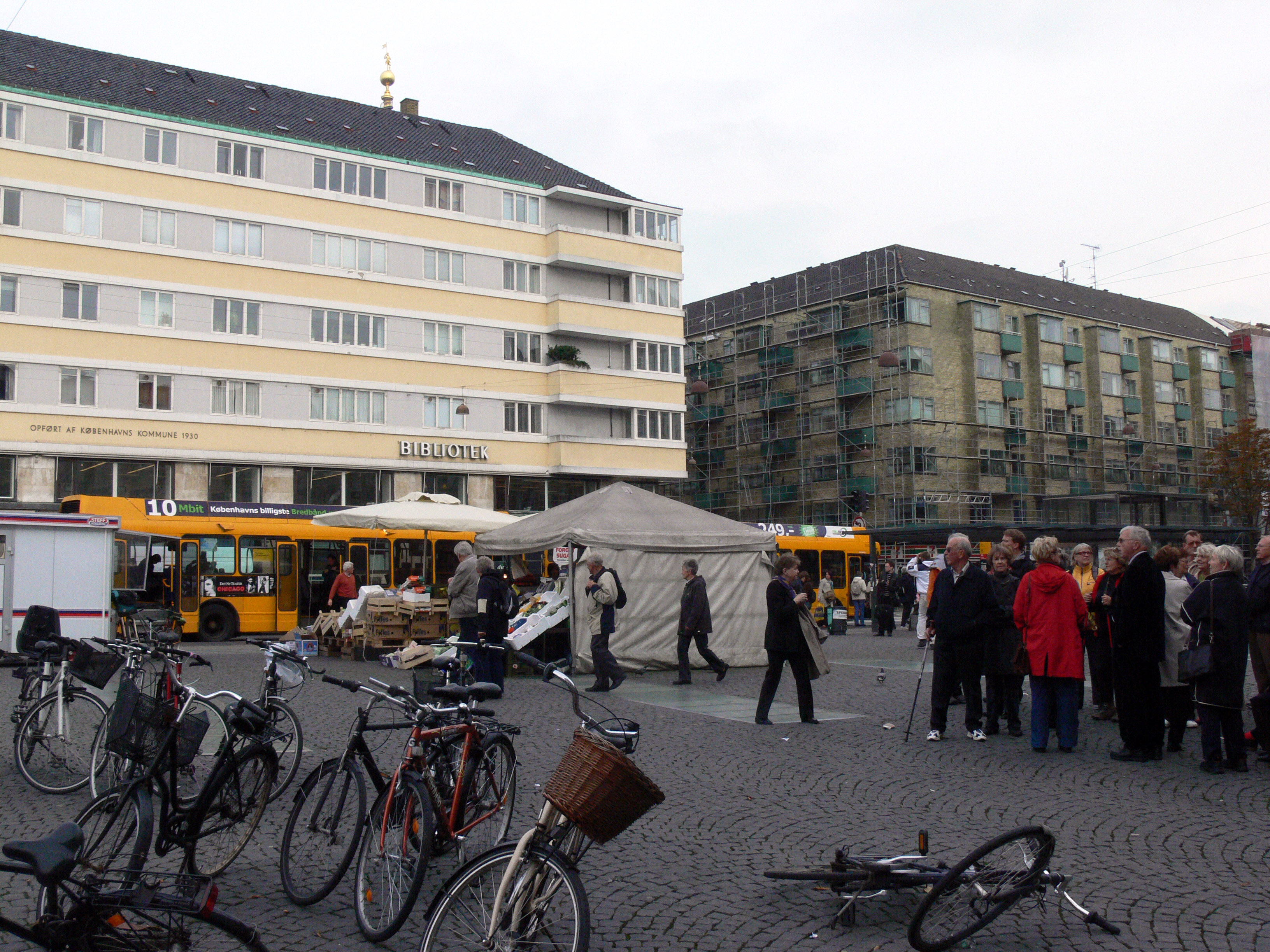
A városrész főtere, a Christianshavns Torv

1999-ben 9109-en, 2006-ban már 10 100-an laktak Christianshavn területén. A növekedés az új lakónegyedeknek köszönhető. A lakók 10%-a külföldi volt.

## Közlekedés
A belváros felé a közúti kapcsolatot a Knippelsbro híd biztosítja. A metróállomás megnyitása óta a városrész közösségi közlekedéssel is könnyen megközelíthető.

## Turizmus
A városrész fontosabb látnivalói:
- A Vor Frelsers Kirke leginkább tornyáról nevezetes, amelynek külső oldalán egy spirál alakú lépcső vezet fel, és szép kilátás nyílik róla a városra. A 17-18. században épült.[1]
- Christiania szabad város egy speciális önkormányzattal rendelkező terület. Eredetileg katonai terület volt, amelyet 1971-ben házfoglalók vettek birtokba. Egy időben a hatóság a kannabisz-kereskedelmet is tolerálta.
- Az új Koppenhágai Operaház 2001-2004 között épült a Dokøen szigeten.
- A Nordatlantens Brygge egy észak-atlanti kulturális központ Dánia, Izland, Feröer és Grönland együttműködésében. Itt található a Noma étterem, amelynek skandináv konyhája két Michelin-csillagot ér.[1]

### Külső hivatkozások
- Christianshavn, Visit Copenhagen (angol)
- Helyi közösségi honlap (dán)